# Dirk Stegmann
Dirk Stegmann (* 12. April 1941 in Hamburg) ist ein deutscher Historiker. Er lehrte bis zu seiner Emeritierung Sozial- und Kulturgeschichte an der Leuphana Universität Lüneburg.

## Leben
Stegmann studierte Mittlere und Neuere Geschichte sowie Germanistik an den Universitäten Freiburg und Hamburg und promovierte 1969 bei Fritz Fischer in Hamburg. Er war zudem der letzte Assistent Fischers in den Jahren 1969 bis 1972. Ab 1974 war Stegmann Professor für Geschichte und ihre Didaktik an der damaligen Pädagogischen Hochschule Lüneburg. Aus der Pädagogischen Hochschule Lüneburg entwickelte sich die Universität Lüneburg. An dieser war Stegmann seit 1986 Professor für Sozial- und Kulturgeschichte. 2006 wurde er emeritiert. 
Seine Forschungsschwerpunkte sind die Sozial- und Kulturgeschichte Deutschlands im 19. und 20. Jahrhundert mit dem Schwerpunkt Kaiserreich und Weimarer Republik (vgl. Turner-Stegmann-Kontroverse) sowie die Regionalgeschichte Niedersachsens und Schleswig-Holsteins im 20. Jahrhundert. Stegmann ist Mitglied im Beirat für Geschichte in der Gesellschaft für Politik und Bildung Schleswig-Holsteins.

## Schriften (Auswahl)
- Jesteburg 1202–2002. Vom Bauerndorf zur Großgemeinde. Jesteburger Arbeitskreis für Heimatpflege, Jesteburg 2002, ISBN 3-0000-9402-4.
- Politische Radikalisierung in der Provinz. Lageberichte und Stärkemeldungen der Politischen Polizei und der Regierungspräsidenten für Osthannover 1922–1933. Hahn, Hannover 1999, ISBN 3-7752-5909-0.
- (Hrsg.) Der Landkreis Harburg 1918–1949. Christians, Hamburg 1994, ISBN 3-7672-1203-X (Herausgeber und Autor verschiedener Beiträge).
- Die Republik von Weimar I. Das politische System. Droste, Düsseldorf 1989, ISBN 3-7700-0904-5.
- Harburg. Beiträge zur Geschichte Harburgs 1288–1938. Christians, Hamburg 1988, ISBN 3-7672-1033-9.
- Arbeiterfamilien im Kaiserreich – Materialien zur Sozialgeschichte in Deutschland 1871–1914. Düsseldorf 1987, ISBN 3-7700-0914-2.
- Die Republik von Weimar II. Das sozialökonomische System. Droste, Düsseldorf 1987, ISBN 3-7610-7225-2.
- (Hrsg.) Deutscher Konservatismus im 19. und 20. Jahrhundert. Festschrift für Fritz Fischer, Verlag Neue Gesellschaft, Bonn 1983, ISBN 3-8783-1369-1.
- (Hrsg.) Industrielle Gesellschaft und politisches System. Beiträge zur politischen Sozialgeschichte. Festschrift für Fritz Fischer, Verlag Neue Gesellschaft, Bonn 1978, ISBN 3-8783-1269-5.
- Die Erben Bismarcks – Parteien und Verbände in der Spätphase des Wilhelminischen Deutschlands. Sammlungspolitik 1897–1918. Köln 1970.